# Андерсон Джордан Да Сілва Кордейро
Андерсон Джордан Да Сілва Кордейро (порт.-браз. Anderson Jordan da Silva Cordeiro; нар. 22 квітня 1999, Сан-Паулу, Бразилія) — бразильський футболіст, центральний захисник луганської «Зорі».

## Життєпис
Народився в Сан-Паулу. На юнацькому рівні виступав за «Корінтіанс» та «Ферроварію». На професіональному рівні дебютував 2 липня 2017 року, вийшов на заміну Даріо Сакраменто в переможному (2:1) виїзному поєдинку Кубку Паулісти проти «Мірассола».
У 2018 році перебрався до «Сіанорте», але вже в червні того ж року вирушив в оренду до «Корінтіанса», де виступав за команду U-20 та U-23 у Кубку Паулісти. 20 грудня 2019 року вирушив в оренду до «Ботафого» (Рібейран-Прету).
За нову команду дебютував 9 серпня в програному (1:2) поєдинку Серії B проти «Крузейро». Залишався основним гравцем «Пантер», але не зміг допомогти уникнути вильоту команді з Серії B 2020 року. Також встиг дебютувати за команду в Південноамериканському кубку. 17 лютого 2021 року, залишаючись гравцем «Сіанорте», вирушив в оренду до завершення сезону в «Сеару».
У бразильській Серії А дебютував 5 червня 2021 року в програному (1:3) виїзному поєдинку проти «Сантуса», в якому наприкінці матчу замінив Габріеля Ласерду. У серпні 2021 року вирушив в оренду до «Шапекоенсе». У 2022 році виступав в оренді за «Томбенсе» та «Віла-Нову». На початку січня 2023 року, по завершенню терміну дії угоди з «Сіанорте», підписав повноцінний контракт з «Віла-Новою».
Наприкінці липня 2023 року вирушив в оренду до «Зорі». У футболці луганського клубу дебютував 29 липня 2023 року в програному (1:2) виїзному поєдинку 1-го туру Прем'єр-ліги України проти львівського «Руху». Андерсон вийшов на поле в стартовому складі, на 19-й хвилині отримав першу жовту картку, а на 84-й хвилині отримав другу жовту картку й достроково завершив матч. Після закінчення сезону підписав повноцінний контракт з «Зорею».

## Статистика виступів

### Клубна
Станом на 25 жовтня 2021
| Клуб                     | Сезон             | Ліга              | Ліга  | Ліга | Чемпіонат штату | Чемпіонат штату | Кубок | Кубок | Конт. кубок | Конт. кубок | Інші  | Інші | Загалом | Загалом |
| Клуб                     | Сезон             | Дивізіон          | Матчі | Голи | Матчі           | Голи            | Матчі | Голи  | Матчі       | Голи        | Матчі | Голи | Матчі   | Голи    |
| ------------------------ | ----------------- | ----------------- | ----- | ---- | --------------- | --------------- | ----- | ----- | ----------- | ----------- | ----- | ---- | ------- | ------- |
| «Ферроварія»             | 2017              | Пауліста          | —     | —    | 0               | 0               | —     | —     | —           | —           | 5     | 0    | 5       | 0       |
| «Сіанорте»               | 2018              | Серія D           | 0     | 0    | 0               | 0               | 0     | 0     | —           | —           | —     | —    | 0       | 0       |
| «Корінтіанс» (оренда)    | 2019              | Серія A           | 0     | 0    | 0               | 0               | 0     | 0     | —           | —           | 8     | 0    | 8       | 0       |
| «Ботафого» (РП) (оренда) | 2020              | Серія B           | 26    | 0    | 6               | 0               | —     | —     | —           | —           | —     | —    | 32      | 0       |
| «Сеара» (оренда)         | 2021              | Серія A           | 2     | 0    | 3               | 0               | 2     | 0     | 2           | 0           | 1     | 0    | 10      | 0       |
| «Шапекоенсе» (оренда)    | 2021              | Серія A           | 12    | 0    | —               | —               | —     | —     | —           | —           | —     | —    | 12      | 0       |
| Усього за кар'єру        | Усього за кар'єру | Усього за кар'єру | 40    | 0    | 9               | 0               | 2     | 0     | 2           | 0           | 14    | 0    | 67      | 0       |

1. 1 2  Матч(і) в Кубку Паулісти
2. ↑  Матч(і) в Південноамериканському кубку
3. ↑  Матч(і) в Кубку Нордесте